# لودفيغ ويليمز
لودفيغ ويليمز هو دراج بلجيكي، ولد في 7 فبراير 1966 في Herentals ‏ في بلجيكا.

## وصلات خارجية
- لودفيغ ويليمز على موقع أرشيف الدراجات (الإنجليزية)
- لودفيغ ويليمز على موقع إحصائيات الدراجات الإحترافية (الإنجليزية)
- لودفيغ ويليمز على موقع نسبة الدراجات (الإنجليزية)
- لودفيغ ويليمز على موقع CycleBase (الإنجليزية)